# 朝鮮語規範集
朝鮮語規範集（：／）是朝鮮民主主義人民共和國現在所使用的朝鮮語正寫法。該正寫法是對1954年由朝鮮民主主義人民共和國政府頒布的《朝鮮語綴字法》（：／）進行改訂後於1966年6月制定的，後於1987年5月以及2010年10月作出過2次修訂。
另外，由中華人民共和國政府頒布的朝鮮語正寫法亦稱為「朝鮮語規範集」，但內容並不相同。

## 目錄
現行的《朝鮮語規範集》由「正書法」（分為總則及7章27項）、「分寫規定」（分為總則及6項）、「文章符号」（分為總則及19項和補充項、「文化語發音法」（分為總則及10章30項）、「朝鮮文字表記法」5大部分構成。章節構成大致如下所示。
- 表記法
  - 總則
  - 第1章  朝鮮語字母的順序及其名稱
  - 第2章  形態部分的寫法
  - 第3章  詞幹與助詞的寫法
  - 第4章  合成詞的寫法
  - 第5章  前綴與詞幹的寫法
  - 第6章  詞幹與後綴（部分為助詞）的寫法
  - 第7章  漢字詞的寫法
- 分寫
  - 總則
  - 各項（第1項～第6項）
- 文章符号法
  - 總則
  - 各項（第1項～第19項）
  - 補充項（ 1)～4)）
- 文化語發音法
  - 總則
  - 第1章  母音的發音
  - 第2章  初聲子音的發音
  - 第3章  關於終聲字母的發音
  - 第4章  關於終聲連音現象的發音
  - 第5章  關於終聲斷音現象的發音
  - 第6章  關於濃音化現象發音
  - 第7章  關於的激音化現象的發音
  - 第8章  發生同化現象時的發音
  - 第9章  關於音插入現象的發音
  - 第10章  關於弱化以及脱落現象的發音
- 朝鮮文字的表記

## 拼寫法
總則中明確規定：“朝鮮語正寫法中，原則上單字中有表意作用的各部分採用相同的拼寫，但部分情況下允許按照發音或習慣拼寫”。其中“原則上有表意作用的各部分採用相同的拼寫”指的是大部分詞語需要按照詞源拼寫。例如，表示“山＋主格助詞”這一意思的朝鮮語發音為/sani/，如果嚴格按照發音來拼寫的話應該寫成“사니”，但實際上該詞的詞源是名詞san後面加上主格助詞-i，所以在這裡原則上要尊重詞源，將不同部分的形態完整地表示出來，寫成“산이”（san-i）。。

## 分寫和連寫
2010年的朝鮮語規範集改訂中，幾乎全面採用2003年頒布的「分寫規定（띄여쓰기규정）」。

## 標點符號
- 逗號和句號使用“,.”。
- 引號使用《 》。